# 元大都下水道遗存
元大都下水道遗存位于今北京市西城区西四十字路口地下，是元大都的下水道的遗迹。

## 简介
该遗存位于西四十字路口西北角的西四街楼（今为西四新华书店占用）地下。此处是修建于元朝的下水道，是元大都排水设施的一部分，也是元大都留存至今的重要建筑遗存。该下水道为南北走向，水道宽大约1米，深大约1.65米，上面覆盖着条石，石壁上面刻着“致和元年五月石匠刘三”等字。